# Ferrocarril del Norte de Devon
El Ferrocarril del Norte de Devon (nombre original en inglés: North Devon Railway) era una compañía ferroviaria que operaba una línea desde  Cowley Bridge Junction, cerca de Exeter, hasta Bideford en Devon, Inglaterra, y luego se convirtió en parte de la red del Ferrocarril de Londres y del Suroeste. Originalmente planeado como un suministrador de tráfico para el Ferrocarril de Brístol y Exeter (tendidos ambos con las vías de gran ancho (2140 mm (7'0,30")) ideadas por el ingeniero Isambard Kingdom Brunel), se convirtió en parte de una batalla entre el grupo de compañías de vía ancha y el grupo de compañías con vías de ancho estándar (mencionadas en este contexto a menudo como vías estrechas).
La construcción original de la línea a mediados del siglo XIX fue importante para brindar conexión ferroviaria a las importantes, pero remotas, ciudades del Norte de Devon, que hasta entonces habían dependido del transporte marítimo costero y de los caballos de tiro. La sección de Exeter a Barnstaple siguió los ríos Yeo y Taw, atravesaba zonas rurales y serpenteaba a lo largo de los valles, pero solo pasaba por asentamientos muy pequeños. El trayecto ha permanecido abierto entre Exeter y Barnstaple, y los trenes de pasajeros en la ruta  portan la marca "Línea de Tarka" con fines promocionales.
El extremo norte de la ruta se prolongaría hacia el sur en dirección hacia Bideford y Torrington siguiendo la costa del Canal de Bristol, antes de girar hacia el interior. Parte de esta sección ahora es una vía cicloturística, conocida como Tarka Trail.

## Distintas propuestas

### Disputas parlamentarias
En la década de 1830, comenzó a ser evidente que los ferrocarriles podrían mejorar sustancialmente las perspectivas de las ciudades conectadas. La mayor parte del transporte existente se realizaba por navegación costera, por ríos y canales, o mediante caballos de tiro.
En 1831, los promotores de Crediton decidieron que se necesitaba una conexión ferroviaria a un muelle en la zona mareal del río Exe en Exeter, y se obtuvieron poderes parlamentarios mediante la Ley del 23 de junio de 1832. Sin embargo, en realidad no se llevó a cabo ninguna construcción y los poderes caducaron.
Una reunión pública organizada en Barnstaple llegó a la conclusión correspondiente para su ciudad, y propuso el tendido de un ferrocarril a Fremington y construir un muelle allí, evitando el difícil paso del río Taw en su ciudad. Obtuvieron la autorización según la "Ley de Ferrocarriles y Muelles de Taw Vale" el 11 de junio de 1838, pero esta propuesta tampoco se tradujo en una construcción real. Sin embargo, hubo suficiente interés para obtener la "Ley de Enmienda de Taw Vale" el 21 de julio de 1845, que ampliaba los poderes y autorizaba ciertas obras adicionales.
El Ferrocarril de Brístol y Exeter (B&ER) se inauguró el 1 de mayo de 1844 tras llegar a Exeter, poniendo a la ciudad directamente en comunicación ferroviaria con Londres.
En ese momento, casi todas las localidades se dieron cuenta de que se necesitaban ferrocarriles para conectarse con los comienzos de una red nacional. Las distribuciones de altos dividendos entre las primeras empresas provocaron una gran cantidad de propuestas ferroviarias, en un momento en que se creía que cualquier distrito solo podía soportar un único ferrocarril, y el frenesí generado pasaría a ser conocido como la fiebre del ferrocarril. Al mismo tiempo, el Great Western Railway (GWR) y su aliado, el B&ER, se construyeron utilizando la vía de gran ancho ideada por el ingeniero Isambard Kingdom Brunel, mientras que casi todas las grandes empresas competidoras utilizaron la vía estándar (a menudo denominada en contraste "vía estrecha"). Cuando se promovía un nuevo proyecto ferroviario local independiente, asegurar que el ancho de vía elegido fuera el ancho o el estrecho también aseguraba su lealtad a una u otra de las compañías más grandes y, a su vez, esto podría asegurar una mayor exclusividad territorial para el ganador. Este proceso continuo se conoció como guerra de anchos.
En 1845, la fiebre ferroviaria resultó en la propuesta de una gran cantidad de esquemas en competencia en el Parlamento, que dispuso que una Comisión Ferroviaria dirigida por Lord Dalhousie revisara las propuestas en competencia y recomendara un proyecto seleccionado para cada área. La comisión se denominó informalmente en ese momento como "los Cinco Reyes". Además, debido a las dificultades para operar una red nacional con ferrocarriles que utilizaban diferentes anchos de vía, se creó una "Comisión de Anchos" para proponer políticas sobre la cuestión de los anchos de vía.
Los esquemas presentados a la consideración de Dalhousie incluían un nuevo "Ferrocarril de Exeter y Crediton" (para unir Crediton con el B&ER en Exeter) y un "Ferrocarril del Norte de Devon" para ir de Crediton a Barnstaple. La Comisión rechazó todas las demás propuestas para el área y, en un informe fechado el 4 de marzo de 1845, recomendó posponer una decisión sobre estos dos para evaluar una sugerencia de ruta alternativa, para ir de Tiverton a Barnstaple en lugar de Exeter a Barnstaple. El Ferrocarril y Muelles de Taw Vale desde Barnstaple a Fremington, por supuesto, ya estaban autorizados.
Crediton había observado la llegada del B&ER a Exeter y desarrolló un plan para partir desde su ciudad y unirse al B&ER en Cowley Bridge. Sorprendentemente (a la vista de la recomendación previa de Dalhousie), obtuvieron su Ley del Parlamento el 21 de julio de 1845, con un capital autorizado de 70.000 libras esterlinas. No se especificó el ancho de vía. La nueva Compañía tenía la intención de arrendar su línea al B&ER.

### Los planes toman forma
Con la Línea de Taw Vale (de Barnstaple a Fremington) y la Línea de Exeter y Crediton autorizadas, los pensamientos se dirigieron con mayor urgencia a conectar Barnstaple con la red nacional emergente. Dos líneas proyectadas con este propósito intentaron obtener autorización en la sesión del Parlamento de 1846, viéndose obviamente involucrados sus intereses por su lealtad a otras líneas.
La Compañía del Ferrocarril del Norte de Devon fue promovida para construir una línea de vía ancha desde Tiverton, donde el B&ER estaba construyendo un ramal a través de Bampton y Dulverton hasta Barnstaple y Bideford. Varios directores del B&ER y del Great Western Railway formaban parte del comité provisional, junto con el Lord Teniente de Devonshire y otros dignatarios. La propuesta, de la que Isambard Kingdom Brunel era su ingeniero, se amplió incluyendo las líneas a Taunton y a Plymouth, y el costo estimado pasó a ser de 1,75 millones de libras. Sin embargo, los planes se presentaron tarde al Parlamento y el proyecto de ley fue rechazado por no cumplir con el Reglamento. No se volvió a saber nada más de este "Ferrocarril del Norte de Devon", cuando ya se habían gastado 38.668 libras esterlinas en estudios y diseños infructuosamente.
La segunda fue la Compañía de los Muelles y Extensión del Ferrocarril de Taw Vale. El capital sería de 700.000 libras esterlinas para construir un trazado desde Barnstaple hasta Crediton, siguiendo la ruta del Ferrocarril del Norte de Devon de 1845 que había sido pospuesta por decisión del comité de Dalhousie. La diferencia con el proyecto anterior era que el Ferrocarril de Londres y del Suroeste (LSWR) apoyaba fuertemente la línea propuesta, viendo la oportunidad de capturar una gran área de territorio. Su proyectista era Joseph Locke, ingeniero del LSWR. Evidentemente, este era un objetivo a largo plazo, ya que en ese momento el LSWR todavía estaba construyendo su ramal a Salisbury, a 90 millas de distancia. El TVER se haría cargo de las obras del Ferrocarril de Taw Vale y tendría un nuevo capital de 533.000 libras esterlinas, y obtuvo su Ley de autorización del Parlamento el 7 de agosto de 1846. La nueva Compañía generalmente se denominaba el "Ferrocarril de Extensión de Taw Vale" (TVER), o simplemente el Ferrocarril de Taw Vale.
En la siguiente sesión, el TVER obtuvo una Ley de autorización (el 22 de julio de 1847) para los ramales a Bideford y South Molton.

### Pérdida de influencia del B&ER
Cuando las compañías de vía ancha vieron como era derrotada su propuesta para el Ferrocarril del Norte de Devon, no perdieron tiempo en negociar con los promotores del TVER y acordaron provisionalmente un arrendamiento de la línea al B&ER. Por otro lado, ya habían suscrito un acuerdo provisional para que el B&ER arrendara la línea de Exeter y Crediton.
Estos arrendamientos provisionales tenían que ser ratificados por los accionistas, y la lealtad al B&ER de vía ancha o al LSWR de vía estándar, era un tema polémico. Se sabía que muchas acciones del E&CR habían sido compradas por personas favorables al LSWR, de manera que en la junta de accionistas del E&CR celebrada el 11 de enero de 1847 se rechazó el arrendamiento provisional. Una semana después, el arrendamiento provisional del TVER también tuvo que ser sometido a su junta de accionistas para su ratificación, y fue rechazado por unanimidad. Un contrato de arrendamiento más favorable para el LSWR fue negociado y ratificado por los accionistas el 18 de enero de 1847.
La Línea de Exeter y Crediton necesitaba arrendar su línea, y los accionistas entonces ratificaron un arrendamiento al TVER el 24 de febrero de 1847. Esto debía ser garantizado por el LSWR y, de hecho, era un arrendamiento para ellos.
J. W. Buller era presidente de la junta del E&CR, y junto con otros directivos alineados con el B&ER era mayoría, pero estaba muy claro que la mayor parte de los accionistas estaba a favor del LSWR. Para intentar frenar el avance de la vía estándar, Buller firmó un contrato de dos años con George Hennett para trabajar en la línea el 7 de abril de 1847. Los directivos de la minoría del Ferrocarril de Taw Vale convocaron una Asamblea General Extraordinaria el 12 de abril de 1847 y propusieron el cese de Buller y de otros tres directivos del B&ER, y plantearon prohibir la apertura de la línea en vía ancha. Buller, como presidente, declaró que la propuesta era ilegal, pero fue aprobada. En medio de escenas crispadas y de una pelea, Buller y sus partidarios abandonaron la reunión, llevándose el libro de actas con ellos. En audiencias legales posteriores, se declaró legal la adquisición por parte de los directores del Ferrocarril de Taw Vale, y un directivo llamado Thorne era propiamente el presidente de la empresa. Se presentaron quejas a los Comisionados de Ferrocarriles, que supieron que el LSWR había financiado indebidamente la compra de acciones por parte de personas locales para obtener una mayoría en las votaciones, pero el B&ER había hecho algo similar con la votación sobre el E&CR.

## Comienzo de la construcción

### Construcción del Ferrocarril de Taw Vale y del Ferrocarril de Exeter & Crediton
Mientras todo esto había estado sucediendo, también se había avanzado en algunas obras. El Ferrocarril de Taw Vale había comenzado a construirse el 5 de enero de 1846, y los trabajos en el Ferrocarril de Exeter y Crediton se habían iniciado a finales de 1845. De hecho, en la junta de accionistas del 24 de febrero de 1847 mencionada anteriormente, Buller había informado que la línea estaba completa y lista, a excepción de la conexión con el B&ER en Cowley Bridge, cerca de Exeter, que no se pudo realizar hasta que se llegó a un acuerdo formal con el B&ER.
En marzo de 1847, la línea original de Taw Vale desde Barnstaple a Fremington estaba sustancialmente completa, y se iniciaron las obras para su extensión, habiéndose firmado los contratos necesarios para ello. Sin embargo, el colapso financiero que siguió a la fiebre ferroviaria provocó escasez de dinero, y en noviembre hubo que suspender las obras de la ampliación.

### Crisis por la adopción del ancho de vía
La Ley de autorización para la Extensión de Taw Vale había dejado la cuestión crucial del ancho de la nueva línea sería determinada por la Cámara de Comercio. El TVER solicitó el 27 de agosto de 1847 la aprobación para el tendido de vía de ancho estándar.
Tras el rechazo del arrendamiento del E&CR al B&ER, los directores del E&CR ahora se vieron alineados con el LSWR. El ferrocarril se había completado en su totalidad, excepto por la conexión con el B&ER en Cowley Bridge. En la creencia de que esta conexión era entonces imposible, el 3 de diciembre de 1847 la Junta ordenó convertir la vía de vía ancha en vía estrecha. Llegar a Exeter por la ruta del B&ER sería imposible, por lo que comenzaron a trabajar en una estación en Cowley Bridge, cerca de la carretera de peaje: Cowley Bridge iba a ser su punto de partida para Exeter. Esta disposición sería muy poco conveniente para el tráfico de Barnstaple y el Norte de Devon, así como para Crediton.
Los Comisionados de Ferrocarriles de la Junta de Comercio adoptaron el 8 de febrero de 1848 una decisión sobre el ancho de vía del TVER: iba a ser de vía ancha, debido al dominio de la vía ancha en las líneas principales de la zona: el B&ER y el Ferrocarril del Sur de Devon, abierto desde Exeter a Totnes, y que se estaba dirigiendo a Plymouth. La decisión solo se aplicó a las vías del TVER: la sección de Crediton a Barnstaple. El E&CR y la línea original de Taw Vale a Bideford habían sido autorizados sin el requisito de obtener la aprobación de la Junta de Comercio para su ancho.
Cuatro días después, el 12 de febrero de 1848, los directores del E&CR anunciaron que habían cambiado el ancho de su línea al "ancho nacional". Ahora habían excedido su capital y préstamos autorizados, por lo que obtuvieron la autoridad en una Ley del 10 de junio de 1850 para aumentar el capital en 20.000 libras, en lo que hoy se llamaría una novación de derechos. Su ley también autorizó la ampliación de su estación de Cowley Bridge.
Finalmente, el LSWR había promovido, con sus aliados, una línea de Salisbury a Exeter, que fue aprobada, pero el 28 de junio de 1848 se rechazó una línea de enlace desde su estación independiente de Exeter para llegar a Cowley Bridge. Por el momento, el E&CR y, por lo tanto, todas las líneas del Norte de Devon, quedaban aisladas debido a la discontinuidad del ancho de vía.

### Logros hasta 1850
Con el trabajo en el TVER paralizado por falta de efectivo, y con la línea del E&CR de doble vía completada pero sin operar, quedaba poco de toda la actividad frenética y el enorme gasto de los años anteriores. De hecho, el único resultado tangible fue que la Línea de Taw Vale original de Barnstaple a Fremington se abrió en vía estrecha en agosto de 1848, pero funcionaba con tracción a caballo, únicamente para el tráfico de mercancías. Su contrato de arrendamiento expiró el 18 de mayo de 1850 y la junta de Taw Vale no permitió su renovación debido a que los caballos dañaban la vía.

## Aperturas

### Apertura del E&CR
Por el momento, las compañías de la red de vía ancha eran las únicas que contaban con los recursos necesarios para ayudar a las líneas del Norte de Devon. El E&CR, presidido por William Chapman, quien también era presidente de LSWR, obtuvo la aprobación de los accionistas el 28 de febrero de 1851 para arrendar su línea al B&ER, que dispondría todo lo necesario para operar la línea con la condición de que el arrendamiento vencería siete años después de la apertura de la línea de Crediton a Fremington.
El E&CR debía restablecer el ancho de vía en una línea de doble vía y pagar al B&ER para instalar la conexión esencial en Cowley Bridge. Esto se hizo rápidamente, dejando desconectada la segunda de las vías de ancho estándar. El capitán Mynne de la Junta de Comercio inspeccionó la línea y la aprobó, y el 12 de mayo de 1851 se llevó a cabo una inauguración ceremonial. Inmediatamente comenzó un servicio de pasajeros de siete trenes en cada sentido. Las estaciones eran St Cyres y Crediton. La estación de Cowley Bridge ya no era necesaria y nunca se abrió.

### Apertura de Crediton a Barnstaple

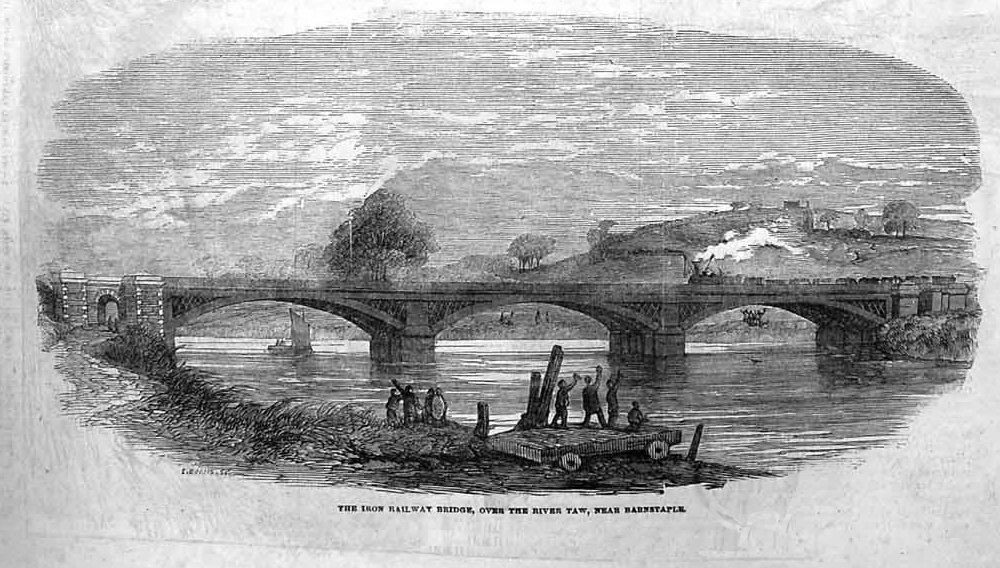
El puente ferroviario de hierro sobre el río Taw al sur de Barnstaple en 1854

El TVER había suspendido las obras por falta de efectivo, y era el momento de que evaluase de nuevo su situación. Se había enajenado el 20% de las acciones, aunque se había inducido a muchos terratenientes a aceptar acciones para la compra de las tierras necesarias. En consecuencia, se propuso volver a las Cortes Generales para reducir el capital de la empresa y autorizar numerosos desvíos, para que la línea se abriera como una sola vía de gran ancho. Esto se aprobó y se obtuvo la Ley el 24 de julio de 1851, y el nombre de la empresa se cambió a "Compañía del Ferrocarril y Diques del Norte de Devon", generalmente conocida como "Ferrocarril del Norte de Devon" (NDR). Se requerían 50.000 libras esterlinas en nuevas participaciones y los directores se esforzaron considerablemente para encontrar financiación, y finalmente tuvieron éxito en diciembre de 1851.
Los primeros movimientos de tierras se realizaron el 2 de febrero de 1851. Thomas Brassey era el contratista, y la línea se le iba a arrendar, pero contratando material rodante del B&ER.
El 30 de junio de 1854, el Capitán Tyler de la Junta de Comercio hizo su inspección de la sección de Crediton a Barnstaple; no se propuso abrir la Línea de Barnstaple a Fremington hasta que la continuación a Bideford estuviera lista. De hecho, los poderes necesarios para esta prolongación no habían sido renovados y caducaron. Hizo algunos comentarios con respecto a las posiciones de las señales y observó que la vía era de gran ancho sobre traviesas transversales (en vez de la vía longitudinalmente apoyada ideada por Brunel) "con rieles dobles en I": es decir, con rieles de fondo plano. Era de una sola vía de gran ancho y contaba con el telégrafo eléctrico instalado en toda la línea.

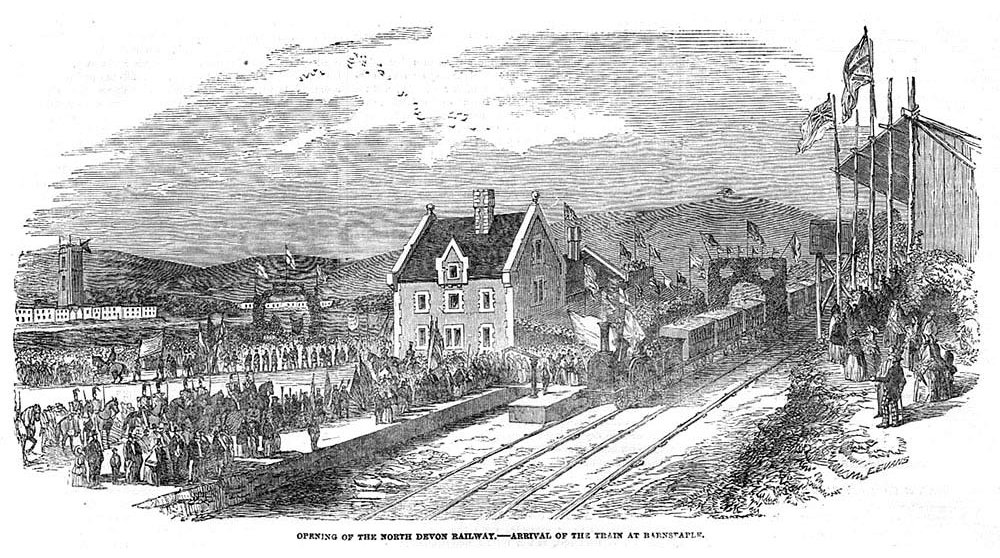
Ceremonia de apertura del Ferrocarril del Norte de Devon en Barnstaple

La apertura ceremonial del tramo entre Crediton y Barnstaple tuvo lugar el 12 de julio de 1854, pero debido a los requisitos de Tyler, la apertura pública completa se retrasó hasta el 1 de agosto de 1854. Había cuatro trenes en cada sentido entre semana y dos los domingos.
Las estaciones eran:
- Yeoford
- Copplestone
- Morchard Street
- Lapford
- Eggesford
- Molton South Street
- Portsmouth Arms
- Umberleigh
- Apartadero de Chapelton; que se convirtió en una estación de pasajeros el 8 de junio de 1857 y se cerró el 19 de abril de 1860. Reabrió el 1 de marzo de 1875. Ha habido varias grafías alternativas, incluidas Chapeltown y Chappletown.[8]
- Barnstaple

Thomas Brassey operaba la línea, utilizando al principio el material rodante del B&ER contratado por los directores del NDR, pero después del 28 de julio de 1855 comenzó a emplear su propio material rodante. Las máquinas de los trenes directos se cambiaban en Crediton.

### Ferrocarril de Extensión a Bideford
Como el Ferrocarril del Norte de Devon había dejado que caducaran los poderes de la Línea de Bideford, est ciudad había quedado en desventaja. Los representantes de los intereses comerciales de la ciudad organizaron una propuesta para solicitar la construcción del "Ferrocarril de Extensión de Bideford", obteniendo poderes el 4 de agosto de 1853. La línea se inauguró con una vía de gran ancho el 2 de noviembre de 1855, operada por la empresa del Ferrocarril del Norte de Devon. Como resultado, la sección de Barnstaple a Fremington del Ferrocarril de Taw Vale original dispuso por primera vez del servicio de pasajeros. La estación de Bideford estaba en East the Water, un poco al norte del puente de la ciudad y en el lado opuesto del río Torridge respecto a la localidad.

## Vía estrecha de nuevo

### Llegada del LSWR a Exeter

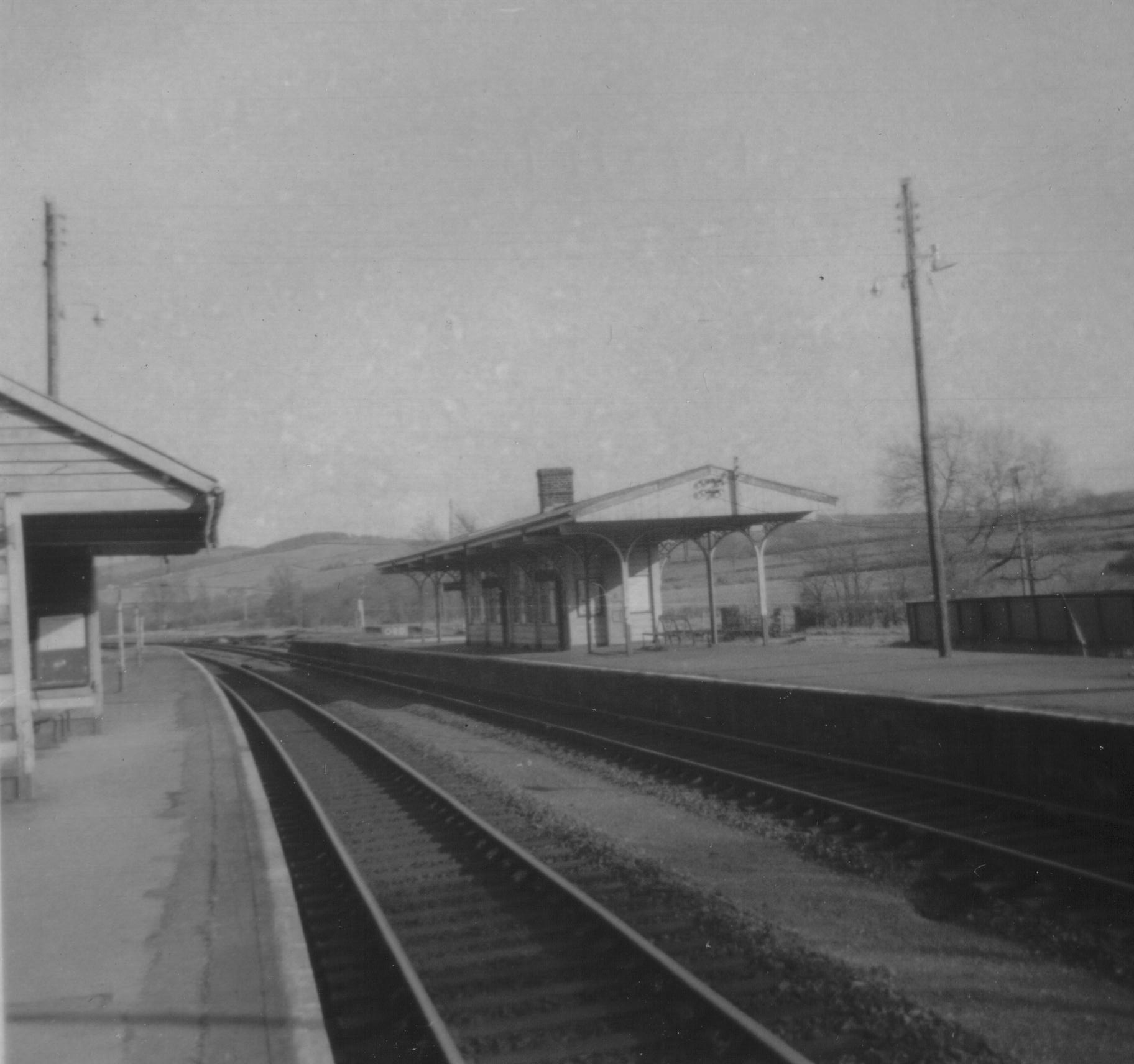
Estación de Yeoford en 1969

El LSWR había tenido durante mucho tiempo planes para asegurar el territorio en Devon y se había estado extendiendo hacia el oeste desde Salisbury. El 18 de julio de 1860 llegó a Exeter con su línea principal desde Yeovil, terminando en su propia estación de Exeter, conocida como Queen Street, y mucho más tarde rebautizada como Estación Central de Exeter, cuya ubicación era mucho más conveniente para la ciudad que la de St Davids perteneciente al Ferrocarril de Bristol y Exeter. Los servicios públicos comenzaron al día siguiente.
La hostilidad entre el LSWR y las empresas de vía ancha había disminuido, por lo que fue posible negociar el acceso del LSWR a las líneas del Ferrocarril del Norte de Devon, que se encontraba al otro lado de la Línea Principal del B&ER. Se llegó a un acuerdo que fue ratificado por el Parlamento en la Ley de Ferrocarriles de Londres y del Suroeste (Exeter y Norte de Devon) del 3 de julio de 1860. Esta ley autorizó la construcción de una línea de conexión desde Queen Street hasta St Davids; la colocación de vías de ancho mixto en el B&ER desde allí hasta Cowley Bridge Junction; el arrendamiento por parte del LSWR de las líneas del E&CR, del NDR y de la Extensión a Bideford; y la construcción de vías de ancho mixto. El B&ER retendría los poderes para operar trenes de mercancías a Crediton.
Los accionistas del E&CR ratificaron un contrato de arrendamiento de siete años con el LSWR, a partir del 1 de enero de 1862. Los trenes de vía estrecha comenzaron a llegar a Crediton desde el 3 de febrero de 1862.
El Ferrocarril del Norte de Devon y el Ferrocarril de Extensión a Bideford prolongaron su contrato de arrendamiento a Thomas Brassey hasta el 31 de julio de 1862. A partir del día siguiente, el LSWR se hizo cargo de los contratos de arrendamiento e hizo circular sus trenes desde Bideford a Exeter. Como el NDR y la Extensión a Bideford todavía eran de vía ancha, el LSWR alquiló el material rodante de Brassey durante un año.
El coronel Yolland de la Junta de Comercio inspeccionó la conexión de Queen Street a St Davids el 27 de enero de 1862 y la aprobó. Al ser informado de que el LSWR había propuesto operar trenes de vía estrecha a Crediton a partir del 3 de febrero, se opuso, sobre la base de que no se había realizado ninguna inspección para la circulación de vía estrecha. A pesar de que el LSWR comenzó su servicio con vía estrecha, Yolland inspeccionó la línea el 19 de febrero. Lo encontró satisfactorio, pero comentó negativamente sobre la curva en Cowley Bridge, cuto radio se había reducido considerablemente cuando se reconstruyó el primer viaducto sobre el río Exe.

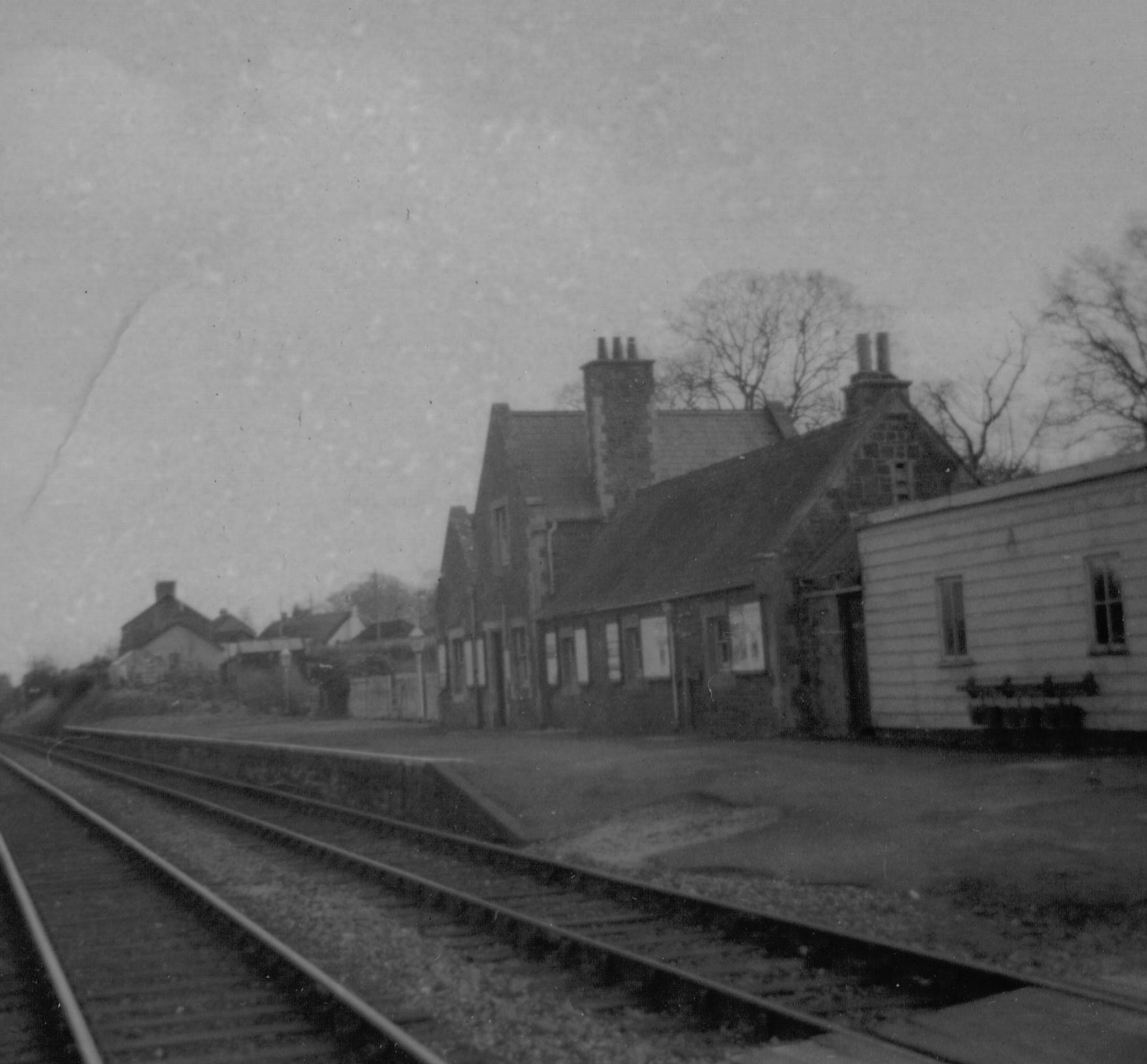
Estación de Copplestone en 1969

Yolland realizó una nueva inspección, esta vez de las líneas del Norte de Devon y de la Extensión de Bideford, tras su conversión al ancho mixto. Informó el 26 de febrero de 1863 que el estándar original de ingeniería había sido deficiente y que el largo período de inactividad había llevado al deterioro de la infraestructura; y realizó comentarios negativos sobre la disposición de los sistemas de conmutación para transferir trenes de vía estrecha de un lado de la línea de vía ancha al otro en los andenes de las estaciones. El LSWR se ocupó de los elementos específicos y dio garantías con respecto al mantenimiento general, y pudo operar desde el 2 de marzo de 1863 trenes de vía estrecha entre Crediton y Bideford. En julio de 1862 expiró el contrato de arrendamiento de Thomas Brassey del Ferrocarril de Exeter & Crediton, del se había hecho cargo el LSWR tras haber instalado una vía de ancho mixto. Hizo circular trenes de pasajeros de vía estrecha desde Exeter Queen Street hasta Crediton, desde el 1 de febrero de 1862, y notablemente, también los coches de vía ancha operados desde Bideford a Paddington y Bristol, en la vía ancha, por supuesto, operados al oeste de Exeter por el LSWR como sucesor en el contrato de Thomas Brassey. El Ferrocarril de Bristol & Exeter continuó operando trenes de mercancías de vía ancha a Crediton hasta el 20 de mayo de 1892.

### Fusión de las líneas de Devon
La Compañía del Ferrocarril y de los Muelles del Norte de Devon, y el Ferrocarril de Extensión a Bideford ahora estaban listos para ser absorbidos por el LSWR, y la fusión entró en vigor el 1 de enero de 1865, autorizada por la Ley del 25 de julio de 1864. Esto significaba que el LSWR pasaba a ser hegemónico en el Norte de Devon, y podía valerse de sus líneas como plataforma de lanzamiento para avanzar hacia Plymouth y Cornualles. Pero el Ferrocarril de Exeter y Crediton siguió siendo independiente, aunque la mayoría de sus acciones eran propiedad de las juntas del LSWR y del B&ER.

## Prolongación desde el Ferrocarril del Norte de Devon

### A Plymouth

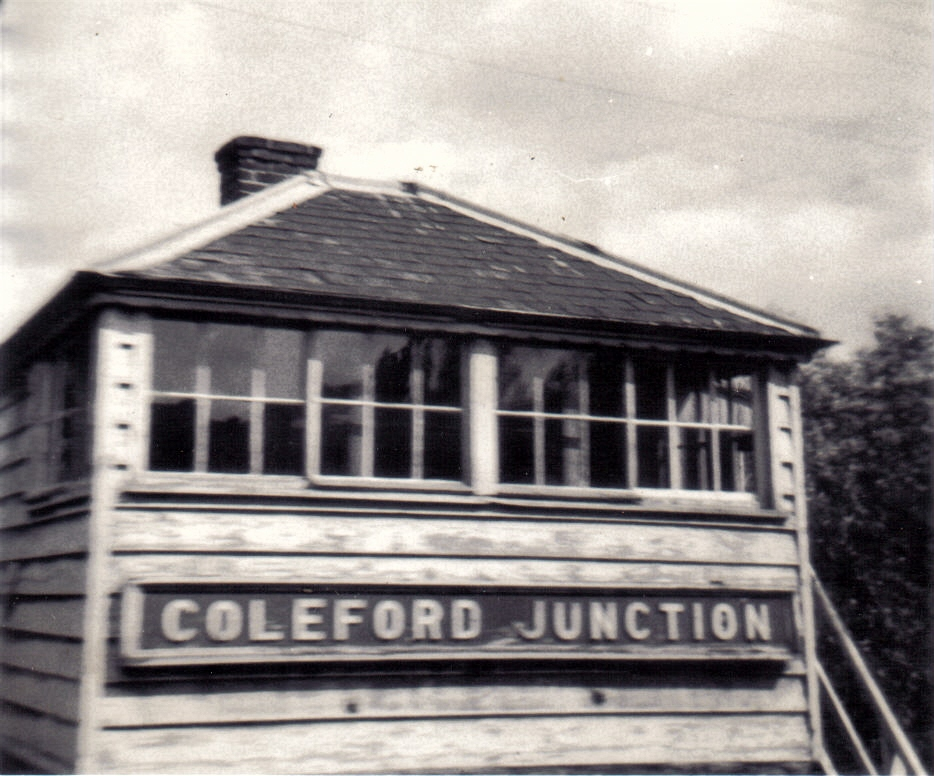
Caseta de señales en Coleford Junction (1970)

Ya el 17 de julio de 1862, el "Ferrocarril de Okehampton", apoyado por el LSWR, había obtenido la autoridad parlamentaria para un ferrocarril de vía estándar a Okehampton, partiendo de la línea del Norte de Devon al oeste de Yeoford, en Colebrook. Al año siguiente, una Ley del 13 de julio de 1863 autorizó la extensión a Lidford en el Ferrocarril del Sur de Devon y Tavistock recién autorizado, y esto fue seguido por una Ley del 23 de junio de 1864, alterando el lugar de la conexión hacia la estación de Yeoford, cambiando el nombre de la compañía de Okehampton a "Ferrocarril de Devon & Cornualles". El LSWR negoció para arrendar la línea, que se abrió al público hasta North Tawton el 1 de noviembre de 1865. El 17 de mayo de 1876, la línea llegó a Lidford (ortografía antigua) en la línea de Launceston de vía ancha. Se habían instalado vías de ancho estándar en la parte más transitada de esta línea, y los trenes del LSWR ahora podían llegar a Plymouth y Devonport sobre la vía mixta desde Lidford. Estos trenes utilizaron la línea de Exeter y Crediton, mejorando en gran medida su rentabilidad gracias a los cobros por peajes.

### Torrington
Como parte de las tácticas para hacerse con el control de partes de la zona occidental de Gran Bretaña, el LSWR se había comprometido parlamentariamente en 1865 a extender la línea desde Bideford hasta Torrington. Trató de evadir esta responsabilidad, calculando que la importancia decreciente de la ciudad de Great Torrington -el adjetivo "Great" nunca fue reconocido por el uso ferroviario- no justificaba el gasto de la línea, pero se vio obligado a cumplir con sus obligaciones. Se abrió una nueva estación de pasajeros en Bideford, inmediatamente al este del puente de la ciudad, el 10 de junio de 1872. La terminal original no era adecuada para su uso en la extensión, y se convirtió en la estación de mercancías de la ciudad. La prolongación de Bideford a Torrington se abrió el 18 de julio de 1872.

### Ilfracombe

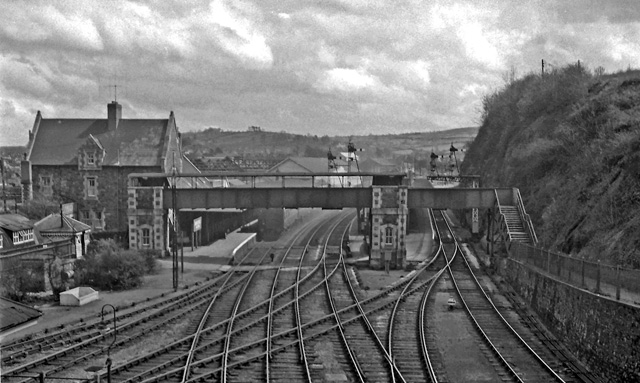
Barnstaple Junction en 1960

Con el auge de las vacaciones junto al mar, y con el deseo del LSWR de fomentar el desarrollo de centros turísticos, que a su vez le permitirían transportar los productos de las actividades económicas localizadas junto al mar, se hizo evidente una extensión a Ilfracombe. El Ferrocarril de Barnstaple e Ilfracombe se fundó el 4 de julio de 1870, con el apoyo del LSWR. Abrió su línea el 20 de julio de 1874, siendo operado por el LSWR. Cruzaba el río Taw mediante un puente curvo, y disponía de una nueva estación en Barnstaple Town: la estación original estaba en el lado sur del puente de Barnstaple y se la conocía como la estación vieja, aunque su nombre oficial era "Barnstaple Junction". Como indicó por primera vez el inspector de la Junta de Comercio, el teniente coronel Hutchinson, la antigua estación requería que los pasajeros cruzasen a nivel para cambiar de línea, por lo que fue necesario disponer de una pasarela peatonal.

### Vía ancha hasta Taunton
En 1873, un tren de una compañía de vía ancha llegó a Barnstaple: era el Ferrocarril de Devon y Somerset (D&SR), que iba desde una conexión cercana a Taunton hasta una estación independiente no conectada en Barnstaple. Debido a la atracción de Ilfracombe, los coches de caballos transportaban pasajeros entre la estación del D&SR y la zona de vacaciones. El Great Western Railway (como sucesor del Ferrocarril de Devon y Somerset) contempló la construcción de su propia línea independiente desde la estación del Ferrocarril de Devon y Somerset en Barnstaple hasta Ilfracombe, pero de hecho resultó posible llegar a un acuerdo con el LSWR para el funcionamiento sin transbordos. En consecuencia, el GWR obtuvo la autorización parlamentaria para construir una línea de conexión en Barnstaple. Al principio, debería trazarse directamente desde la línea de Taunton que se aproximaba, sin pasar por la estación existente del GWR, pero en una etapa posterior se modificó para funcionar entre la estación del GWR y la estación de LSWR Junction. Por lo tanto, los trenes de Taunton debían retroceder en la estación del GWR. La línea se inauguró el 1 de junio de 1887 y comenzó a funcionar hasta Ilfracombe mediante coches de viajeros sueltos. Al principio, el GWR insistió en que los coches de paso transportaran pasajeros desde las estaciones del GWR solo hasta Ilfracombe, y no a otras estaciones del LSWR, pero la restricción se eliminó más adelante.

## Modernización

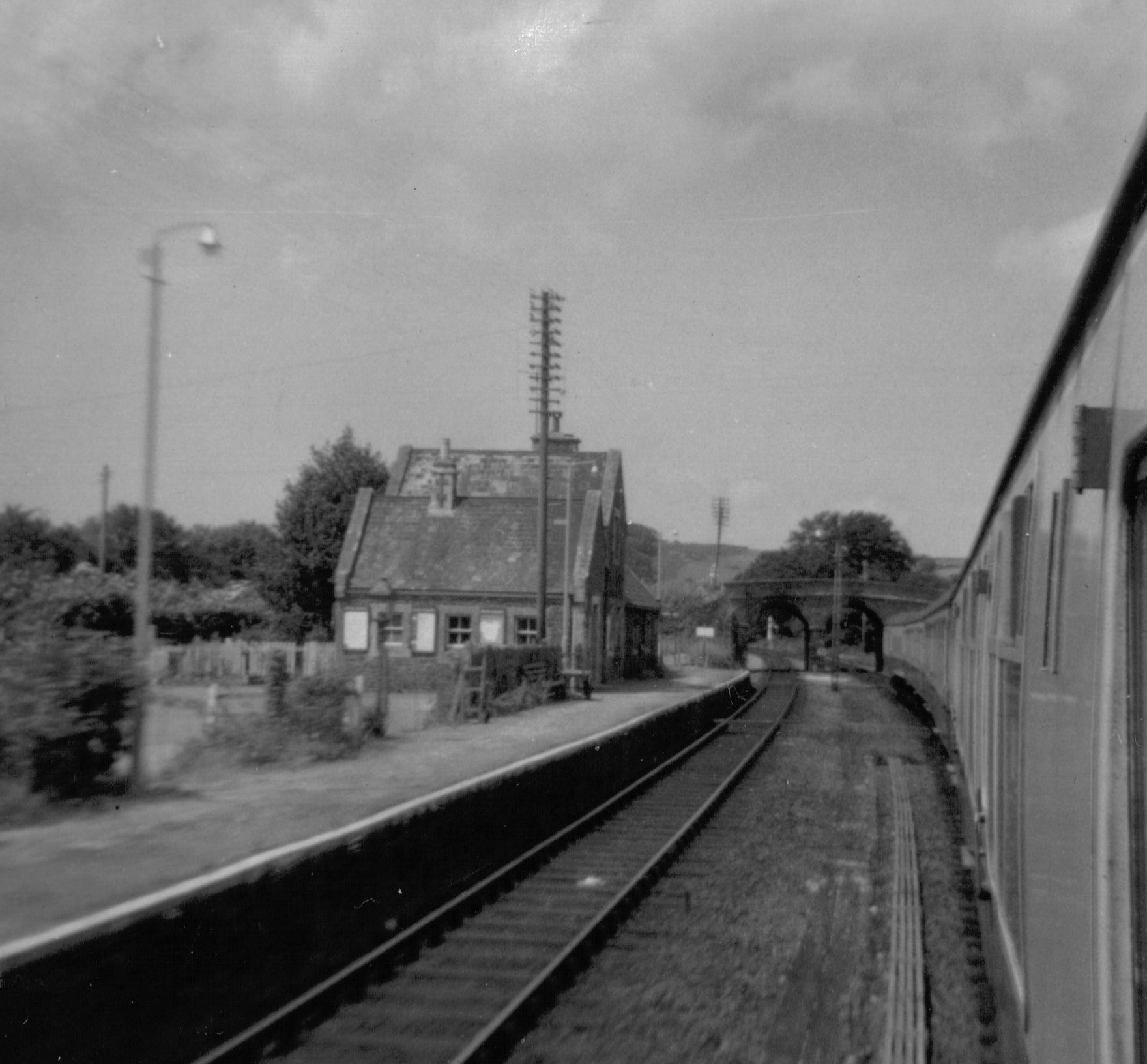
Estación de Umberleigh en 1970

La línea original del Ferrocarril del Norte de Devon se señalizó mediante señales de disco y barra transversal. Con una red considerable en Devon ahora abierta o en proceso de finalización, se produjo un gran aumento en los volúmenes de tráfico, el y LSWR decidió modernizar la señalización. El 1 de octubre de 1873, la mayoría de las estaciones desde Copplestone hasta Umberleigh estaban equipadas con señales luminosas e instrumentos de bloqueo que utilizaban el sistema de tres hilos de Preece.
La vía única se había convertido en una seria limitación, y el LSWR solicitó los poderes necesarios para duplicar gran parte de la línea, incluida la sección de Exeter y Crediton y el acceso a la conexión de Cowley Bridge, donde se instaló una nueva caseta de señales además de la del B&ER. La porción a Crediton todavía era de ancho mixto, por lo que la duplicación también fue mixta y fue necesario reconstruir numerosos puentes. El enlace de Cowley Bridge se abrió el 11 de noviembre de 1874, seguido de la línea desde allí hasta St Cyres el 23 de febrero de 1875. La sección corta desde el enlace de Cowley Bridge hasta la conexión con el B&E se abrió el 2 de junio de 1875, y el tramo entre St Cyres y Crediton se inauguró como vía doble el mismo día. De Crediton a Yeoford se duplicó el 1 de junio de 1876.
El LSWR pudo por fin prescindir de la obligación de mantener vías de gran ancho más allá de Crediton, que habían sido utilizadas tan solo por un único tren diario de mercancías durante varios años. El último tren de vía ancha más allá de Crediton circuló el 30 de abril de 1877. Después de esto, la línea de Yeoford a Coleford Junction (el punto de divergencia de la Línea de Lidford) se duplicó en ya solo en ancho estándar el 16 de mayo de 1877.
El LSWR continuó la duplicación hacia Lidford, completándola el 22 de diciembre de 1879.
La Ley del 13 de julio de 1876 que autorizaba la duplicación por parte del LSWR de la sección de Exeter y Crediton también había permitido la compra de la línea, y después de algún retraso se concluyó el 26 de junio de 1879. La valoración del E&CR fue de 217.687 libras, de las cuales el LSWR ya poseía el 60%.
Los trenes de mercancías del Great Western Railway continuaron llegando a Crediton por el momento, pero en 1892 el GWR convirtió todas las vías restantes de vía ancha y mixta a vía estándar. Durante el período de trabajo intensivo, el 22 de mayo de 1892, el GWR hizo circular un tren de correo nocturno de vía estándar de Paddington a Plymouth por la ruta del LSWR mientras se trabajaba en su propia línea.
Mientras tanto, la vía doble de Coleford Junction a Copplestone se abrió el 4 de noviembre de 1883. A esto le siguió la duplicación de Umberleigh a Pill Bridge, una ubicación aproximadamente a una milla al sur de Barnstaple Junction. El puente de Pill permitía realizar una importante conexión con la zona navegable del río Taw. Contaba con tres vanos de más de 80 pies (24,4 m) de luz, y cuando el puente se completó para doble vía, esta última sección a Barnstaple Junction se abrió también en vía doble el 27 de julio de 1891.
La sección intermedia de Copplestone a Umberleigh también se duplicaría, para lo que se obtuvieron poderes y se firmó un contrato. Sin embargo, en ese momento, el LSWR concluyó un acuerdo de agrupación de tráfico con el GWR y decidió no continuar, cancelando el contrato. Se habían ejecutado movimientos de tierra y algunos puentes, habiéndose gastado 75.640 libras, pero la sección nunca se duplicó.

## A partir de 1923
Debido al agotamiento de los ferrocarriles de Gran Bretaña tras la Primera Guerra Mundial, el Parlamento decidió forzar la fusión de la mayoría de las compañías ferroviarias en cuatro nuevas empresas de acuerdo con la Ley de Ferrocarriles de 1921, proceso que es generalmente conocido como "la agrupación". El LSWR pasó a formar parte del nuevo Ferrocarril del Sur a partir de 1923.
El Ferrocarril del Sur se volvió especialmente activo en su publicidad, y el servicio de trenes de Londres a las líneas de Devon recibió un gran impulso cuando el expreso principal de Londres, que salía de Waterloo a las 11 a. m., recibió el nombre de Atlantic Coast Express. El tren transportaba coches especiales para ser separados sucesivamente y dirigidos hacia distintos ramales en Devon desde las estaciones de enlace. En el período de verano más activo, el tren circulaba remolcando múltiples secciones desde Londres.

### Al sur de Torrington
En Torrington, la línea se encontró con el Ferrocarril de Torrington y Marland, una línea de vía estrecha que se abrió en 1880 para transportar arcilla caolinítica. En 1925, parte de esta línea se convirtió al ancho estándar y se extendió hasta la estación de Halwill Junction, con el nombre de Ferrocarril Ligero del Norte de Devon y de la Conexión de Cornualles.

## Servicio de tren en elsigloXX
Como ferrocarril rural, el grupo del Ferrocarril del Norte de Devon originalmente desarrolló el servicio de trenes ligeros. El desarrollo de las ciudades costeras del Norte de Devon como centros turísticos tuvo lugar a finales del siglo XIX, aunque siguieron siendo mucho menos importantes que sus equivalentes de la costa sur.
A medida que disminuyó la importancia de la fabricación y el transporte rural del área, la importancia de Crediton, Fremington y Bideford también disminuyó. Sin embargo, la explotación de arcilla ganó importancia en Torrington. Barnstaple se convirtió en la ciudad comercial más importante de la región e Ilfracombe se convirtió en el destino de vacaciones dominante en la red del Norte de Devon.
El servicio de trenes en 1938 era de ocho trenes diarios en cada sentido, haciendo escala en todas o en la mayoría de las estaciones. Además, había dos trenes directos desde la Estación de Waterloo en Londres, el Atlantic Coast Express y un tren sin nombre. Los trenes locales tardaban unos 80 minutos en el viaje de Exeter a Barnstaple. Los expresos eran en realidad estaban formados por coches con distintos destinos. La parte delantera se separaba en Exeter Central y circulaba sin paradas desde Exeter St Davids hasta Barnstaple Junction, dividiéndose allí en porciones para Ilfracombe y Torrington. El tiempo de viaje de Waterloo a Barnstaple era típicamente de 4 horas y 20 minutos, para una distancia de 340 km (211 millas). El mejor tiempo de Exeter St Davids a Barnstaple Junction en 1938 fue de 57 minutos para recorrer las 39 millas (63 km) existentes entre las dos localidades. Los domingos había dos trenes de cercanías y los dos expresos.
La línea de Barnstaple a Torrington tenía 13 trenes diarios que hacían escala en ambas estaciones intermedias y 7 en cada sentido los domingos.
Además, la sección original de Exeter & Crediton y el tramo corto hasta Coleford Junction llevaban todo el tráfico de Plymouth.
El estancamiento económico del Norte de Devon en el siglo XX significó que el servicio de trenes no se desarrollase más, y las líneas de la zona se mantuvieron en vía única. Los servicios a través de Londres desaparecieron con la racionalización de las operaciones del West Country, y en 1964 había diez paradas de trenes en cada sentido diariamente desde Exeter a Ilfracombe. Barnstaple Junction a Bideford mantuvo nueve trenes diarios y ambas rutas mantuvieron un servicio dominical. El Plan Beeching comenzó a imponer sus recortes, y en 1965 el ramal de Torrington cerró a los pasajeros, en 1970 se cerró la línea de Ilfracombe; y la sección de Barnstaple a Torrington y Meeth, solo de carga, en 1982.
Actualmente (2022) hay 17 trenes diarios en cada sentido entre Exeter St Davids y Barnstaple, la mayoría comenzando/terminando en Exeter Central, con un último tren adicional más tarde los viernes, todos haciendo escala en la mayoría o, a veces, en todas las estaciones intermedias y alargando el viaje en promedio entre 72 y 75 minutos. Hay 13 trenes en cada sentido los domingos.

## Estaciones y ruta

### Ferrocarril de Exeter y Crediton
- Cowley Bridge Junction (con el ferrocarril de Bristol y Exeter)
- St Cyres; renombrado Newton St Cyres en 1913
- Crediton

### Ferrocarril del norte de Devon
- Desde la estación E&CR Crediton
- Yeoford

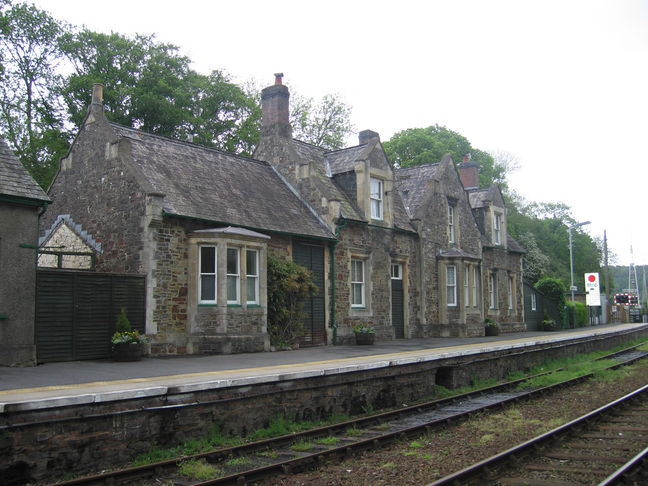
Eggesford

- Coleford Junction; divergencia de la Línea de Okehampton
- Copplestone
- Morchard Road
- Lapford
- Eggesford
- South Molton Road (rebautizada como Kings Nympton en 1951; South Molton estaba a 9 millas (14,5 km) de distancia y tenía una estación de tren del Ferrocarril de Devon & Somerset)
- Portsmouth Arms
- Umberleigh
- Chapeltown (rebautizada como Chapelton en 1875)
- Barnstaple

Nota: la Estación de Barnstaple se llamó Barnstaple Junction entre 1874 y 1970, pero Cobb fecha la adición de "Junction" en 1855.
La estación de Barnstaple Town fue construida por la Compañía del Ferrocarril y Muelles de Taw Vale para su Línea de Fremington.

### Ferrocarril y Muelles de Taw Vale

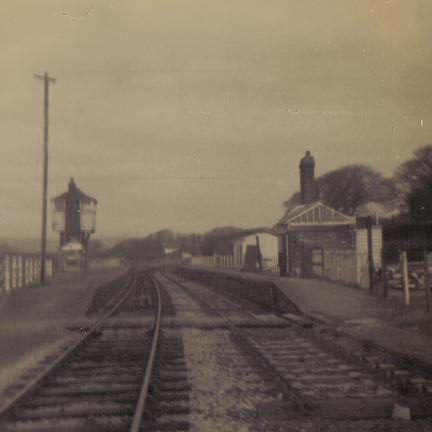
Fremington en 1969

- Barnstaple (véase arriba)
- Fremington

### Ferrocarril de Extensión de Bideford
- A partir de la estación del TVR&D en Fremington.
- Instow.
- Bideford; la terminal original estaba al norte de la ciudad y se convirtió en "Bideford Goods" cuando se abrió la extensión de Torrington.

### Extensión a Torrington del L&SWR
- Bideford; una nueva estación de pasajeros media milla más cerca de la ciudad.
- Torrington; la terminal estaba inadecuadamente ubicada, a una milla al oeste de la ciudad.

## Locomotoras del Ferrocarril del Norte de Devon

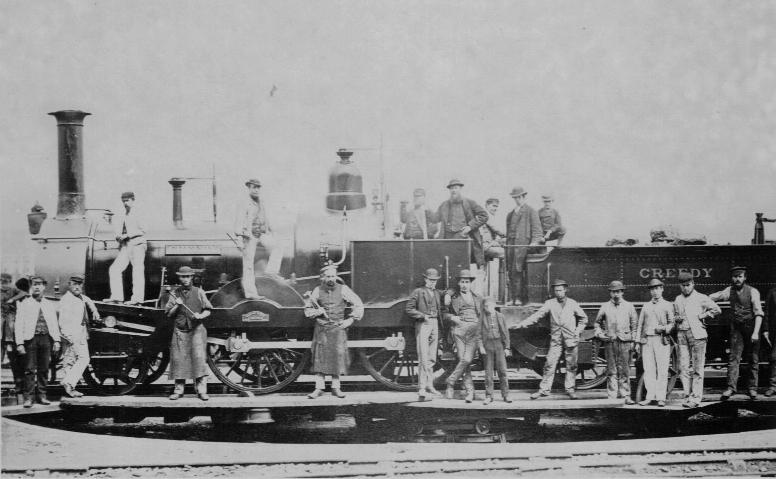
Locomotora 2-4-0 Creedy en Barnstaple

Durante la existencia independiente de la línea, su operación estuvo arrendada a Thomas Brassey. La mayoría de las locomotoras se compraron al Ferrocarril de Bristol y Gloucester (B&GR), pero algunas también fueron construidas por el propio Brassey en sus talleres de Canada Works en Birkenhead. Las locomotoras de Brassey continuaron operando en la línea después de que el Ferrocarril de Londres y del Suroeste comprara la línea, hasta que se convirtió en un trazado de vía estándar.

### Bristol y Gloucester 2-2-2
Cinco locomotoras 2-2-2 fueron construidas originalmente por Stothert & Slaughter para el B&GR. Tenían ruedas motrices de 6 pies 6 pulgadas (2 m) y ruedas portadoras de 3 pies 6 pulgadas (1,1 m), con cilindros de 15 pulgadas (38,1 cm) de diámetro y una carrera de 21 pulgadas (53,3 cm).
- Barum (1855-1870) Anteriormente B&GR Berkeley, llamada así por el nombre en latín medieval de Barnstaple - Barumensis.
- Exe (1856-1870) Anteriormente B&GR Bristol, llamada así por el río Exe que sigue el ferrocarril hacia Exeter.
- Mole (1855-1870) Anteriormente B&GR Stroud, llamada así por un curso de agua local, el río Mole.
- Star (1855-1877) Anteriormente B&GR Cheltenham.
- Tite (1856-1870) Anteriormente B&GR Gloucester.[nota 2]

### Bristol y Gloucester 2-4-0
Otra locomotora Stothert & Slaughter del B&GR, nombrada Industry, una 2-4-0 con ruedas motrices de 5 pies (1,5 m) y cilindros de 15 pulgadas (38,1 cm) de diámetro y 18 pulgadas (45,7 cm) de carrera.
- Venus' (1856-1870)

### Bristol y Gloucester 0-6-0
Las dos máquinas finales procedentes del B&GR fueron dos locomotoras de mercancías 0-6-0 construidas por la Vulcan Foundry. Tenían ruedas de 5 pies (1,5 m) y cilindros de 16 pulgadas (40,6 cm) de diámetro y de 21 pulgadas (53,3 cm) de carrera. La Dreadnought se vendió a Robert Sharp en 1863, se trasladó a Cornualles donde estaba construyendo la Extensión a Falmouth del Ferrocarril de Cornualles.
- Defiance (1857-1867)
- Dreadnought (1856-1863)

### Creedy
Construida en los talleres Canada Works de Thomas Brassey, esta 2-4-0 presentaba ruedas de 5 pies (1,5 m) y de 3 pies (0,9 m), con cilindros de 20 pulgadas (50,8 cm) de diámetro por 15 1/4 de pulgada (38,7 cm) de carrera. Remolcó el primer tren a Bideford el 2 de noviembre de 1855. Era una locomotora 2-4-0, construida por Thomas Brassey en sus talleres de Birkenhead. Recibió su nombre después del río Creedy, un cauce local.
- Creedy (1855-1877)

### Dart y Yeo
Se proporcionaron dos locomotoras exprés fabricadas en Canada Works con ruedas motrices de 6 pies (1,8 m) y ruedas portadoras de 3 pies 6 pulgadas (1,1 m), con una distancia entre ejes total de 14 pies 2 pulgadas (4,3 m). Tenían cilindros de 20 pulgadas (50,8 cm) de diámetro y una carrera de 15 1/4 de pulgada (38,7 cm).
- Dart (1855-1877), construida en 1855 como 2-2-2 pero reconstruida en 1868 como 2-4-0. Recibió su nombre del río Dart, denominación que también comparte con el Parque nacional de Dartmoor.
- Yeo (1857-1877), una locomotora 2-2-2. Existen tres ríos denominados Yeo en el área servida por el ferrocarril, dos desembocan en el río Taw y el otro en el río Creedy.

### Taw
Esta locomotora fue construida por Robert Stephenson and Company antes de 1840 como 2-2-2 de vía estándar y reconstruida para la vía ancha en 1855 por Stothert and Slaughter. Todavía estaba en funcionamiento en 1859, pero no formaba parte de las acciones cotizadas para el Ferrocarril de Londres y del Suroeste en 1862. Recibió su nombre del río Taw, que fluye hacia el mar a través de Barnstaple.
- Taw (1855-c.1860)